# Robert Caro
Robert Allan Caro (* 30. října 1935 New York) je americký novinář a spisovatel, známý především jako autor biografií vynikajících mimořádnou detailností a kvalitou podkladového výzkumu. Jeho nejznámějším dílem je nedokončená biografie Lyndona B. Johnsona The Years of Lyndon Johnson, jejíž první díl byl vydán v roce 1982 a dosud poslední čtvrtý díl, končící nástupem Lyndona Johnsona do funkce prezidenta Spojených států amerických po atentátu na Johna F. Kennedyho, v roce 2012.